# Xã Valle, Quận Jefferson, Missouri
Xã Valle (tiếng Anh: Valle Township) là một xã thuộc quận Jefferson, tiểu bang Missouri, Hoa Kỳ. Năm 2010, dân số của xã này là 15.153 người.